# پوکاراجو (تیکاپامپا)
پوکاراجو (به اسپانیایی: Pucaraju) یک کوه در پرو است که در Ticapampa District واقع شده‌است. پوکاراجو ۵٬۳۴۶ متر بالاتر از سطح دریا واقع شده‌است.